# Kolozsvári Állami Magyar Színház
A Kolozsvári Állami Magyar Színház a legrégebbi (és jogfolytonos) hivatásos magyar színház a Kárpát-medencében, egyike Kolozsvár két állami színházának, illetve az ország összesen négy magyar nyelvű, vagy magyar tagozattal is rendelkező állami vagy nemzeti színházának. Az Európai Színházi Unió egyetlen magyar tagszínháza, amely számos nemzetközi, hazai és anyaországi kitüntetést szerzett és olyan alkotókat vonzott, akiknek köszönhetően az intézményt a szaksajtó mára „a legjobb magyar színtársulatként” tartja számon.
A színház jelenlegi fenntartója a Román Kulturális és Nemzeti Örökség Minisztériuma, főépülete pedig a sétatéri színház.

## Története

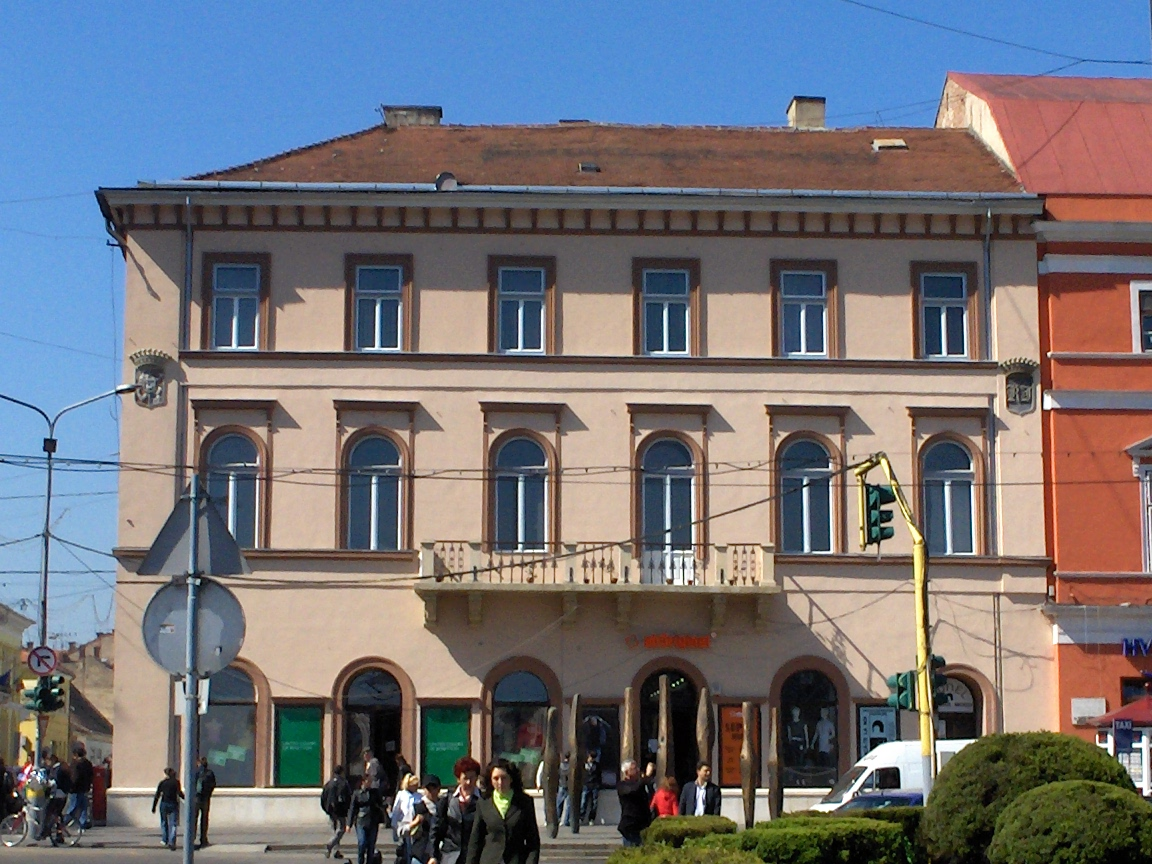
A Rhédey-palota (a színház első, ideiglenes otthona, 1792 és 1821 között)

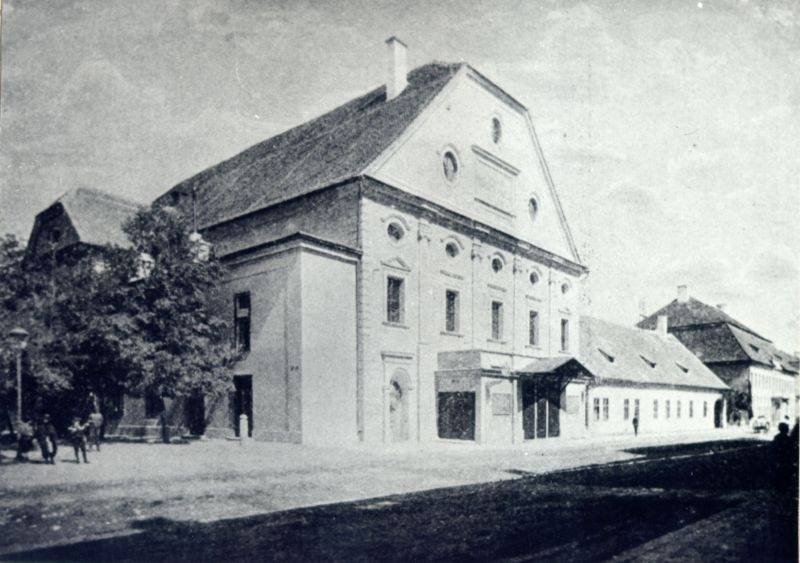
Az első magyar színház: az egykori Farkas utcai színház (1821 és 1906 között volt a színház épülete)

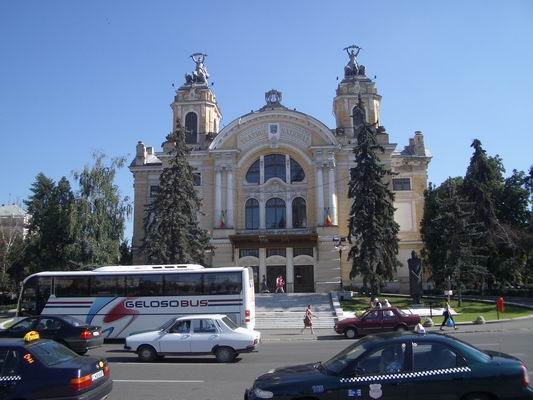
A Fellner és Helmer épület – 1906 és 1919, illetve 1940 és 1945 között állt a színház használatában (ma Lucian Blaga Nemzeti Színház)

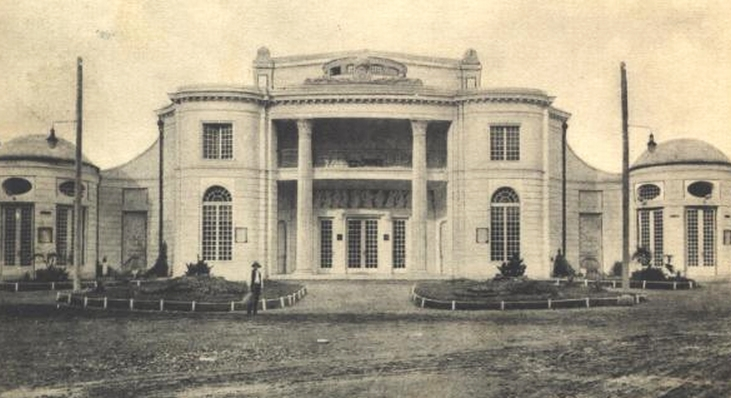
A Janovics Jenő által építtetett sétatéri színház (Janovics idejében)

A Kolozsvári Állami Magyar Színház társulata 1792-ben alakult, a magyar nyelvterület első hivatásos színtársulataként. Első bemutatójuk a Köleséri vagy a titkos ellenkezés című színdarab Rhédey-palotabeli előadása volt. 1821-ben már saját épületet kap a társulat (a Farkas utcai színházat), amely egyben Magyarország és a teljes nyelvterület első magyar kőszínháza is volt. Ezen épület felavatása alkalmából hirdetik meg azt a pályázatot is, amelyre Katona József a Bánk bánt megírta.
1906-ban új épületbe kültözik a társulat: a Hunyadi-téri Nemzeti Színház impozáns épületébe, amely a monarchia legkorszerűbb Fellner és Helmer színházépületeinek egyike volt. Ezt az épületet 1919-ben, a trianoni békeszerződés egyik súlyos következményeként vesztette el a magyar társulat. Az utolsó előadást 1919. szeptember 30-án tartották itt. Műsoron a Hamlet szerepelt, amelyből a cenzúra törölte a nagymonológot, csupán az első sor hangozhatott el: „Lenni vagy nem lenni, ez itt a kérdés”. Az előadást követően a közönséget és a társulat tagjait rendőri erők segítségével tudták csak eltávolítani az épületből, miután a nézők a hosszú, szűnni nem akaró tapsvihar után sem akarták elhagyni azt. 1919-től, néhány évet leszámítva (a második bécsi döntés után, 1940-1945 között újra a Hunyadi-téri Nemzeti Színházban játszottak), a sétatéri színházban működik tovább az intézmény, mind a mai napig.
Az intézmény több mint két évszázados fennállása alatt számos nagy nevű alkotó dolgozott itt, és olyan jelentős előadások születtek, amelynek köszönhetően a színház napjainkra a legelismertebb magyar színházak egyike lett, és nemzetközi hírnévre tehetett szert.
A színház legjelentősebb eseményei olyan színházi szakemberek, igazgatók és rendezők nevéhez fűződnek, akiknek nemcsak a hazai, magyar nyelvű, de a nemzetközi színházi életben is meghatározó szerepük volt: Ecsedi Kovács Gyula, a Shakespeare-i drámaciklus bemutatásának kezdeményezője (1865–1899), Janovics Jenő, az első magyar filmstúdió alapítója (1905–1930), vagy Harag György, Európa-szerte elismert rendező (1973-1985), a romániai színház egyik legkiemelkedőbb mestere.
1990-től a Kolozsvári Állami Magyar Színház igazgatója Tompa Gábor rendező, aki vezetése alatt a színház folytatja a Harag György által is felkarolt művészszínházi műsorpolitikát. Ebben a tekintetben Tompa Gábor igazgatása egyszerre jelenti a hagyományok folytatását és merész paradigmaváltást, amennyiben Tompa minden elődjénél kérlelhetetlenebbül vállalta fel az említett műsor- és színházpolitikát, a Harag György által megalapozott rendezői színházi felfogás jegyében fordulva szembe a konzervatívabb közönségrétegek elvárásaival is. Igazgatása alatt eltörölte a bérletrendszert, felszámolni igyekezett az általa megkövesedettnek ítélt struktúrákat, nyitni próbált a legkorszerűbb tendenciák felé. Új közönségrétegeket kívánt megszólítani (és kinevelni), ebbéli törekvéseiben pedig elsősorban a fiatal értelmiségre és a kolozsvári egyetemistákra alapozott – megőrizte ugyanakkor a színház hagyományos, repertoárszínházi arculatát. Műsorpolitikája és rendezéseinek sajátos színpadi nyelve révén igazgatása esztétikai paradigmaváltást is jelentett (a korábbi, dominánsan realista esztétikával szemben): általa hangsúlyosabban törtek be az erdélyi magyar színpadokra a nyolcvanas-kilencvenes években épp fénykorát élő, és mind a mai napig nemzetközi elismertségnek örvendő román színház technikái, képszerű megoldásai. Tompa Gábor olyan újítóként lépett fel, aki a "hiányzó" avantgárd szellemiséget, az abszurd, szimbolista, szcenografikus technikákat is sorra "kipróbálta" Kolozsvár színpadán. A színházban alkotó alkalmazott és meghívott rendezők munkája révén a korábban erősen irodalomcentrikus felfogás is megváltozott: a szerzői szándék meghatározó szerepe helyett – akárcsak a nemzetközi színházi életben általában – a rendezői szándék vált elsődlegessé. Mindezen folyamatok (amelyeknek másfelől népes közönségrétegek elvesztése volt az ára) azt eredményezték, hogy a színház mára nem pusztán a román és a magyar szakma legjobbjaival, de Európa legkiemelkedőbb színházaival is "szinkronban" van, és aktív kapcsolatokat ápol. A bukaresti Bulandra Színház mellett az ország második UTE tagszínháza, amelyben az európai színházi élet élvonalába tartozó rendezők és díszlettervezők alkotnak.
A színház repertoárjában ma is egyaránt szerepelnek a drámairodalom klasszikusai (Szophoklész, Euripidész, Shakespeare, Marlowe, Molière, Goldoni, Büchner, Ibsen, Csehov, Brecht, Pirandello), a magyar drámairodalom remekei (Az ember tragédiája, Csongor és Tünde), a kortárs magyar szerzők művei (Parti Nagy Lajos, Spiró György, Kárpáti Péter, Varró Dániel, Láng Zsolt, Visky András, Kozma Mária), a lassan klasszikusnak számító színházi abszurd képviselői (Beckett, Ionesco, Mrożek) és a kortárs drámaírók művei (Heiner Müller, Sarah Ruhl, Hanoch Levin, Nathalie Sarraute, Thomas Bernhard, Danilo Kiš, Marie Jones). A színház társulatában több generáció művészei dolgoznak együtt a hazai és nemzetközi színházi élet olyan jelentős rendezőivel, mint Andrei Șerban, Vlad Mugur, Silviu Purcărete, Elie Malka, Mihai Măniuțiu, Dragoș Galgoțiu, Patrick Le Mauff, Victor Ioan Frunză, Mona Chirilă, David Zinder vagy David Grant
A Román Színházi Szövetség (UNITER) hat LEGJOBB ELŐADÁS DÍJ-át vehette át a társulat: Kao Hszing-csien: A buszmegálló Tompa Gábor rendezte előadásáért, kettőt az egykori kiváló rendező, Vlad Mugur Csehov: Cseresznyéskert és Goldoni: A velencei ikrek rendezéseiért, egyet Mihai Măniuțiu Büchner: Woyzeck rendezéséért, egyet Andrei Șerban Csehov: Ványa bácsi rendezéséért, a legutóbbit pedig Tompa Gábor: Csehov: Három nővér rendezéséért. Ezek mellett számos jelölés és mintegy 150 hazai és nemzetközi díjban részesült a színházban kifejtett tevékenysége kapcsán Tompa Gábor, Vlad Mugur, Mihai Măniuțiu, Andrei Șerban, Keresztes Attila rendezők, Carmencita Brojboiu, Helmut Stürmer, Lia Manțoc, Dobre-Kóthay Judit, Antal Csaba díszlettervezők és Bogdán Zsolt, Bíró József, Bács Miklós, Hatházi András, Kézdi Imola, Péter Hilda, Skovrán Tünde, Pethő Anikó színészek.
Az elmúlt 20 év alatt a magyar színház előadásai vendégszerepeltek Angliában, Olaszországban, Spanyolországban, Franciaországban, Portugáliában, Finnországban, Lengyelországban, Szerbiában, Szlovéniában, Szlovákiában, Csehországban, a Moldvai Köztársaságban, Magyarországon, Kolumbiában és Dél-Koreában.

## Épületei

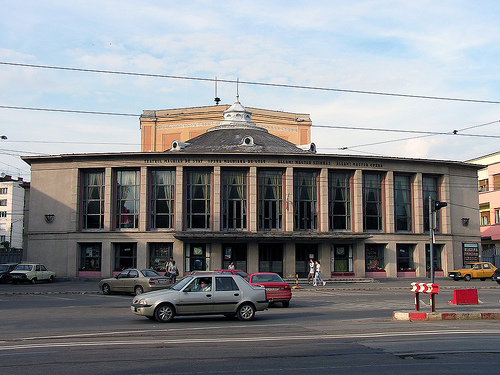
Az 1961-ben átalakított sétatéri színház, mai állapotában (felújítása előtt)

### Történelmi épületei
1792 óta az intézmény több különböző név alatt, időről időre változó státussal a következő épületekben működött:
- Rhédey-palota – a palota bálterme 1792 és 1821 között volt a társulat egyik alkalmi otthona
- Farkas utcai színház  – 1821 és 1906 között
- Hunyadi téri Nemzeti Színház – 1906 és 1919, illetve 1940 és 1945 között
- Sétatéri Színház – 1919 és 1940 között, illetve 1945 óta napjainkig

### Mai épületei[3]
A színház jelenlegi játszóhelyei a Sétatéren található főépület nagy kiterjedésű épületegyüttesében találhatóak. Az épület 1909 és 1910 között épült (építészek: Márkus Géza, Spiegel Frigyes), azóta folyamatosan a színház használatában áll (1919-ig a Hunyadi-téri épület mellett, azóta egyedüli épületként). 1959 és 1961 között átépítették (építészek: Paiu Ioan és Sóvágó János). A színház nagytermét a Kolozsvári Állami Magyar Operával közösen használja az intézmény.
2008. november 10-én került átadásra a kolozsvári színház új stúdióterme. A korszerű, többszintes épület a színház főépületétől bal oldali bejáraton közelíthető meg, és közvetlenül a Szamos partján helyezkedik el. Tervezője Teodor Raiciu.
Az intézmény két játszóhelye tehát:
- Nagyterem – egy 862 férőhelyes, két szintes, páholysoros nézőtérrel és egy összesen 306 négyzetméteres színpaddal, amelyhez hozzátartozik egy befedve előszínpadként is használható 36 négyzetméteres zenekari árok, egy 20 méter széles, 10 méter mély főszínpad (melynek magassága 18 méter a zsinorpadlásig) és egy 10 méter széles, 6 méter mély hátsó színpad (magassága 7 méter). Hasznos játéktér: 270 négyzetméter.[3]
- Stúdióterem – egy 10x16 méteres terem, változtatható helyzetű, kb. 80-90 férőhelyes nézőtérrel.

Számos stúdióelőadást tartanak a nagyteremben is, ezek alkalmával a nézőteret a zenekari árokra vagy a színpadra építik.

## Fenntartók, vezetőség

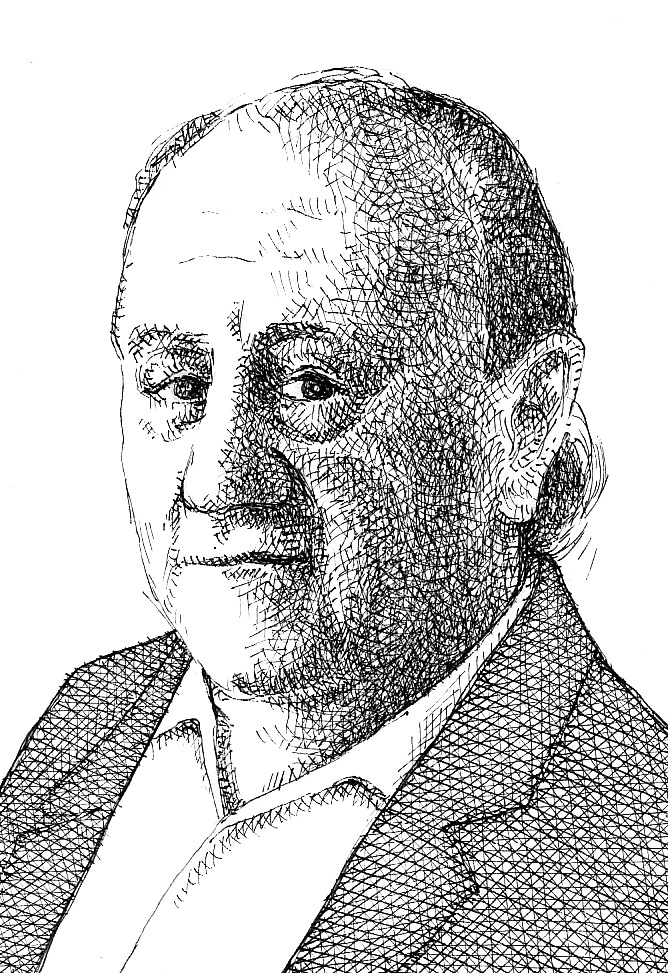
Harag György

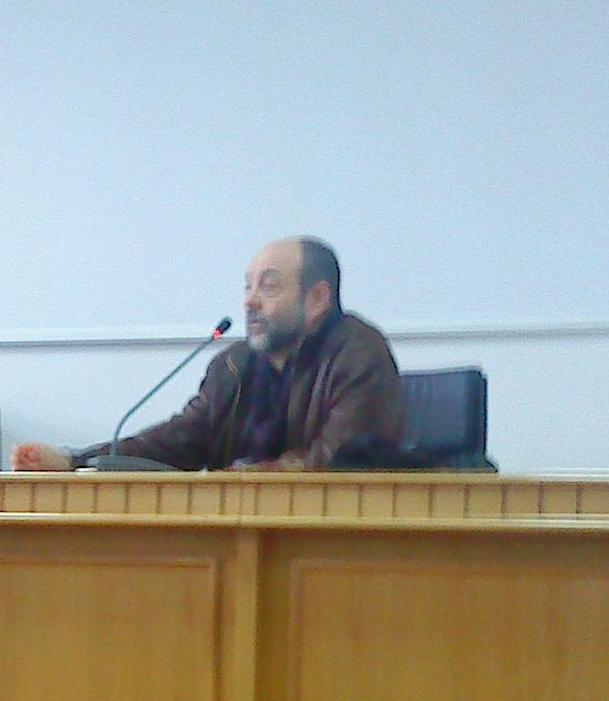
Tompa Gábor egy 2010-es szakmai beszélgetésen

### Fenntartói
A színház fenntartója időről időre változott. Alapítását követően a magyar nemesség vagy kolozsvár polgársága tartotta fenn az intézményt, majd Magyar Nemzeti Színház státust nyert. A magyar államtól a román állam "örökölte meg" az intézmény fenntartásának jogát, így 1919-től, egy  hatéves megszakítástól eltekintve a román állam illetékes szerveihez tartozik. Jelenlegi fenntartója a Román Kulturális és Nemzeti Örökség Minisztériuma.

### Igazgatók
A színház igazgatói voltak:
- Kótsi Patkó János (1794–1808)
- Kaczvinszky János (1851–1854)
- Szabó József (1851–1854)
- Havi Mihály (1851–1854)
- Follinus János (1864–1866)
- Reszler István (1866)
- Fehérváry Antal (1866–?)
- Huszár Sándor (?–1873)
- Lugosy József (1873–1874)
- László József (1873–1874)
- Korbuly Bogdán (1874–1878)
- Csóka Sándor (1886–1887)
- Kápolnai János (1887)
- Megyeri Dezső (1887)
- Szentgyörgyi István (1887)
- Ditrói Mór (1887–1896)
- Megyeri Dezső (1896–1899)
- Janovics Jenő (1900–1901)
- Megyeri Dezső (1901–1905)
- Janovics Jenő (1905–1930)
- László Ákos (1930–1932)
- Horváth Tholdy István (1930–1932)
- Janovics Jenő (1932–1933)
- Kádár Imre (1933–1940)
- Kemény János (1940–1945) főigazgató
- Táray Ferenc (1941–1942)
- Kemény János (író) (1941–1944)
- Kőmíves Nagy Lajos (1944–1944)
- Janovics Jenő (1945)
- Szentimrei Jenő (1945–1949)
- Harag György (1949)
- Kovács Dénes (1949)
- Méliusz József (1949)
- Marosi Péter (1949–1952)
- Kovács József (1952–1953)
- Nagy Béla (1953–1956)
- Tamás Gáspár (1956–1960)
- Huszár Sándor (1960–1964)
- Senkálszky Endre (1964–1969)
- Bisztrai Mária (1969–1985)
- Kötő József (1986–1990)
- Tompa Gábor (1990–)

### Híres főrendezők (válogatás)
- Janovics Jenő
- Kőmíves Nagy Lajos
- Harag György
- Tompa Gábor (jelenleg is)

### Művészeti aligazgatók, művészeti vezetők (a rendszerváltozás óta)
- Hatházi András (1998–1999)
- Dimény Áron (2000)
- Keresztes Attila (2002–2009)
- Visky András (2009–)

### Színházvezetés
2022-ben:
- Tompa Gábor – igazgató
- Visky András – művészeti aligazgató
- Csép Zoltán – programigazgató (Marketing és PR)
- Borsos Levente – technikai igazgató
- Balogh Bálint – gazdasági igazgató
- Viola Andrea – művészeti titkár

## Művészszemélyzet

### Társulat
- Tompa Gábor – igazgató, főrendező
- Visky András – művészeti aligazgató, dramaturg
- Borsos Levente – technikai aligazgató
- Albert Csilla – színész
- András Gedeon – színész
- Balla Szabolcs – színész
- Bács Miklós – színész
- Bíró József – színész
- Bodolai Balázs – színész
- Bogdán Zsolt – színész
- Buzási András – színész
- Csutak Réka – színész
- Daradics Hannah – színész
- Demeter András István – színész
- Dimény Áron – színész
- Farkas Loránd – színész
- Fogarasi Alpár – színész
- Gedő Zsolt – színész
- Györgyjakab Enikő – színész
- Imre Éva – színész
- Kali Andrea – színész
- Kardos M. Róbert – színész
- Kató Emőke – színész
- Kántor Melinda – színész
- Kicsid Gizella – színész
- Kiss Tamás – színész
- Laczkó Vass Róbert – színész
- Laczó Júlia – színész
- Marosán Csaba – színész
- Orbán Attila – színész
- Pánczél Lilla – színész
- Pethő Anikó – színész
- Román Eszter – színész
- Sinkó Ferenc – színész
- Szűcs Ervin – színész
- Tordai Tekla – színész
- Tőtszegi Zsuzsa – színész
- Varga Csilla – színész
- Váta Lóránd – színész
- Vindis Andrea – színész

### Örökös tagok

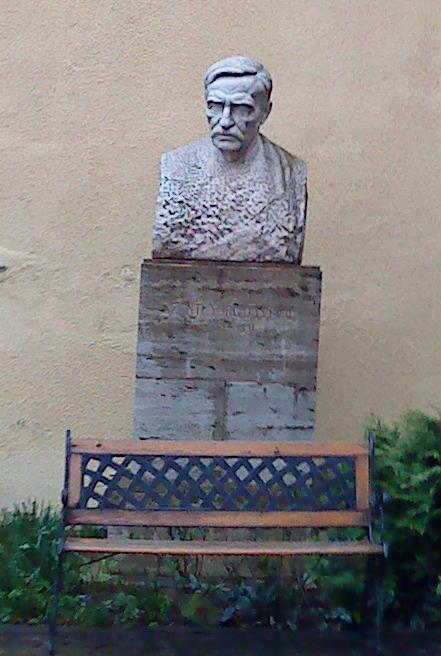
Szentgyörgyi István szobra a sokáig az ő nevét viselő Marosvásárhelyi Művészeti Egyetem előtt

- Senkálszky Endre
- Bisztrai Mária
- Orosz Lujza
- Török Katalin
- Csiky András
- Krasznai Paula
- Barkó György
- Mihály Pál
- Kötő József
- †Kakuts Ágnes
- Boér Ferenc
- Sebők Klára
- Széles Anna
- Stief Magda
- Borbáth Júlia
- †Taub János
- †Tóth László
- †Bíró Levente
- †Czikéli László
- †Bereczky Júlia
- †László Gerő
- †Nagy Dezső
- †Dorián Ilona
- †Kovács György
- †Beness Ilona
- †Laczkó Aranka
- †Réthely Ödön
- †Pálmay Ilka
- †Tóth Elek
- †Várady Miklós
- †Szentgyörgyi István
- †Dezséri Gyula
- †Szakács Andor

### A társulatnál rendeztek

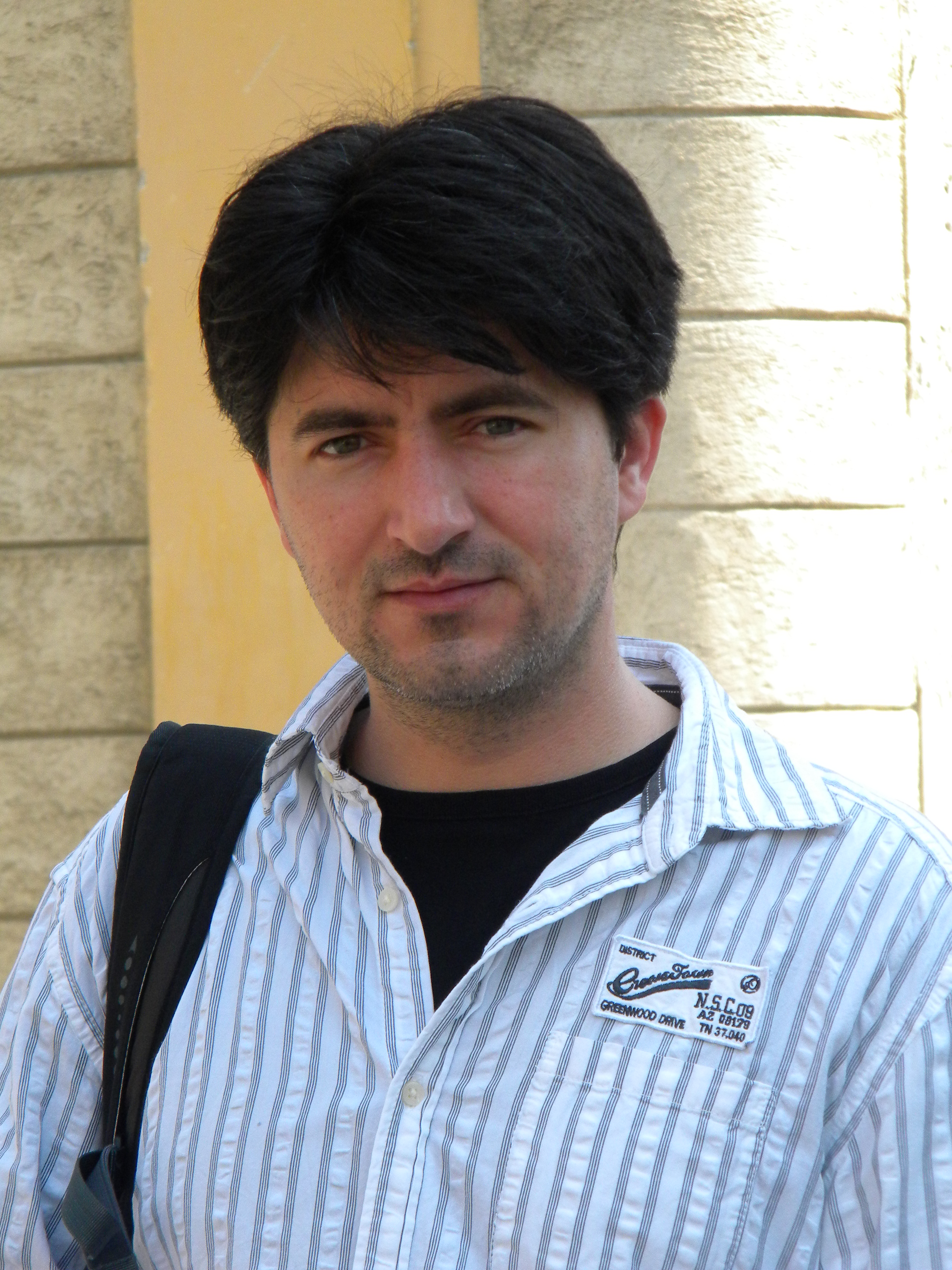
Keresztes Attila rendező, 2002 és 2009 között a színház művészeti aligazgatója (jelenleg a Harag György Társulat művészeti igazgatója)

- Albu István
- Radu Apostol
- Barabás Olga
- Bocsárdi László
- Bokor Péter
- Anca Bradu
- Gianina Cărbunariu
- Mona Chirilă
- Csiszár Imre
- Czeizel Gábor
- Tom Dugdale
- Victor Ioan Frunză
- Dragoș Galgoțiu
- David Grant
- Ecsedi Kovács Gyula
- Harag György
- Hatházi András
- Janovics Jenő
- Kádár Imre
- Keresztes Attila
- Kovács Levente
- Kótsi Patkó János
- Kövesdy István
- Kőmíves Nagy Lajos
- Matthias Langhoff
- Alan Lyddiard
- Elie Malka
- Mihai Măniuțiu
- Radu-Alexandru Nica
- Patrick Le Mauff
- Vlad Mugur
- Parászka Miklós
- Robert Raponja
- Rusznyák Gábor
- Dominique Serrand
- Silviu Purcărete
- Selmeczi György
- Tompa Gábor
- Tompa Miklós
- Andrei Șerban
- Andreea Vălean
- David Zinder